# راهنمای منابع مرجع
سیاهه‌هایی که بهترین آثار را برای موقعیت یا مخاطبان بخصوصی پوشش می‌دهند از نظر تعریف پذیرفته‌شده این اصطلاح کتابشناسی به‌شمار نمی‌آیند. برخلاف این نظریه، درعمل با آن‌ها به صورت کتابشناسی برخورد می‌شود.
راهنمای منابع مرجع قالب‌های چاپی، لوح فشرده، پیوسته، نوار مغناطیسی و غیره، سیاهه‌های خاص مطالعه که برای یک کتابخانه منتشر شده‌اند، و کتاب‌هایی که به بهترین آثار کودکان، بزرگسالان، دانشجویان، بازرگانان و سایر گروه‌های حرفه‌ای اختصاص داده‌شده‌اند از جمله این کتابشناسی‌ها هستند.
راهنمای کتابشناختی به مواد مرجع اهداف زیر را دنبال می‌کنند:
1. معرفی منابع عمومی مرجع برای کمک به جستجو در تمام رشته‌ها.
2. معرفی منابع اختصاصی مرجع برای کمک به جستجو در یک رشته خاص.

این راهنماها اشکال چندی به خود می‌گیرند، ولی عمدتاً محدود به اشکال زیر می‌شوند:
1. سیاهه گزارمانی عناوین با مقدمه‌ای مختصر قبل از شروع هر بخش یا فصل؛
2. دستنامه‌هایی که نه تنها منابع اساسی را گزارمان و سیاهه می‌کنند بلکه به کاربر ابزار تحقیق را در رهیافتی استدلالی، نظیر کتاب‌های درسی می‌دهند.[۱]

## راهنمای منابع مرجع برای کتابخانه‌های کوچکتر
بیشتر کتابخانه‌ها در محدوده اندازه کوچک تا متوسط قرار می‌گیرند. راهنماهای بزرگ‌تر خیلی جامع هستند. یک کتابخانه کوچک به راهنمایی نیاز دارد که جامعیت کمتری داشته باشد. 